# جيمس ويلت
جيمس ويلت (بالإنجليزية: James Willett)‏ هو لاعب رماية أسترالي، ولد في 23 ديسمبر 1995.

## وصلات خارجية
- جيمس ويلت على موقع الاتحاد الدولي (الإنجليزية)
- جيمس ويلت على موقع اللجنة الأولمبية الدولية (الإنجليزية)
- جيمس ويلت على موقع أوليمبيديا (الإنجليزية)
- جيمس ويلت على موقع اللجنة الأولمبية الأسترالية (الإنجليزية)